# A. L. Fischer
Alexander L. Fischer (in russo Александр Л. Фишер?; fl. XX secolo) è stato un pattinatore artistico su ghiaccio russo. Ha vinto la medaglia di bronzo al Campionato mondiale nel 1908 pattinando insieme a Lidija Popova.

## Palmarès
Con Lidija Popova
| Evento              | 1908 |
| ------------------- | ---- |
| Campionati mondiali | 3°   |